# جون بي. ماكديارميد
جون بي. ماكديارميد (بالإنجليزية: John B. McDiarmid)‏ هو مؤرخ فلسفة أمريكي وكندي، ولد في 6 يونيو 1913 في تورونتو في كندا، وتوفي في 15 أبريل 2002 في سياتل في الولايات المتحدة.